# تیمزلینک
تیمزلینک (به انگلیسی: Thameslink) یکی از خطوط راه‌آهن در کشور انگلستان است.
این خط از شهر بدفورد شروع شده و در شهر برایتون و لندن به پایان می‌رسد.